# سپاه فراگمن دانمارک
سپاه فراگمن دانمارک (دانمارکی: Frømandskorpset) سپاه نیروهای ویژه و ضدتروریسم زیرمجموعه نیروی دریایی سلطنتی دانمارک است، که در سال ۱۹۵۷ تأسیس شد.